# Iglesia de Santa Ana (Panamá)
La Iglesia de Santa Ana es un templo católico ubicado en el corregimiento de Santa Ana, en la Ciudad de Panamá. La Iglesia se encuentra en la plaza de Santa Ana, históricamente el centro del arrabal de la ciudad. Fue construida entre 1678 y consagrada en 1764, con el nombre de la Ermita de Santa Ana en la nueva ciudad. Mediante la ley 29 de 1980 fue declarado monumento histórico nacional de Panamá.

## Historia

### Primera iglesia
La primera iglesia de Santa Ana, conocida en ese entonces como Ermita de Santa Ana se erigió en el extramuros de la antigua Ciudad de Panamá alrededor de 1568. Fue consagrada a Santa Ana; madre de la Virgen María. La ermita era pequeña hecha de mampostería, ubicada en las proximidades del Puente del Rey y sirvió como parroquia del barrio de Malambo. Al iniciarse el siglo XVII, se dio inicio a la construcción de la Iglesia de Nuestra Señora de Santa Ana, al lado de la primitiva capilla en la vieja Ciudad de Panamá.

### Segunda iglesia
Según Juan B. Sosa: 

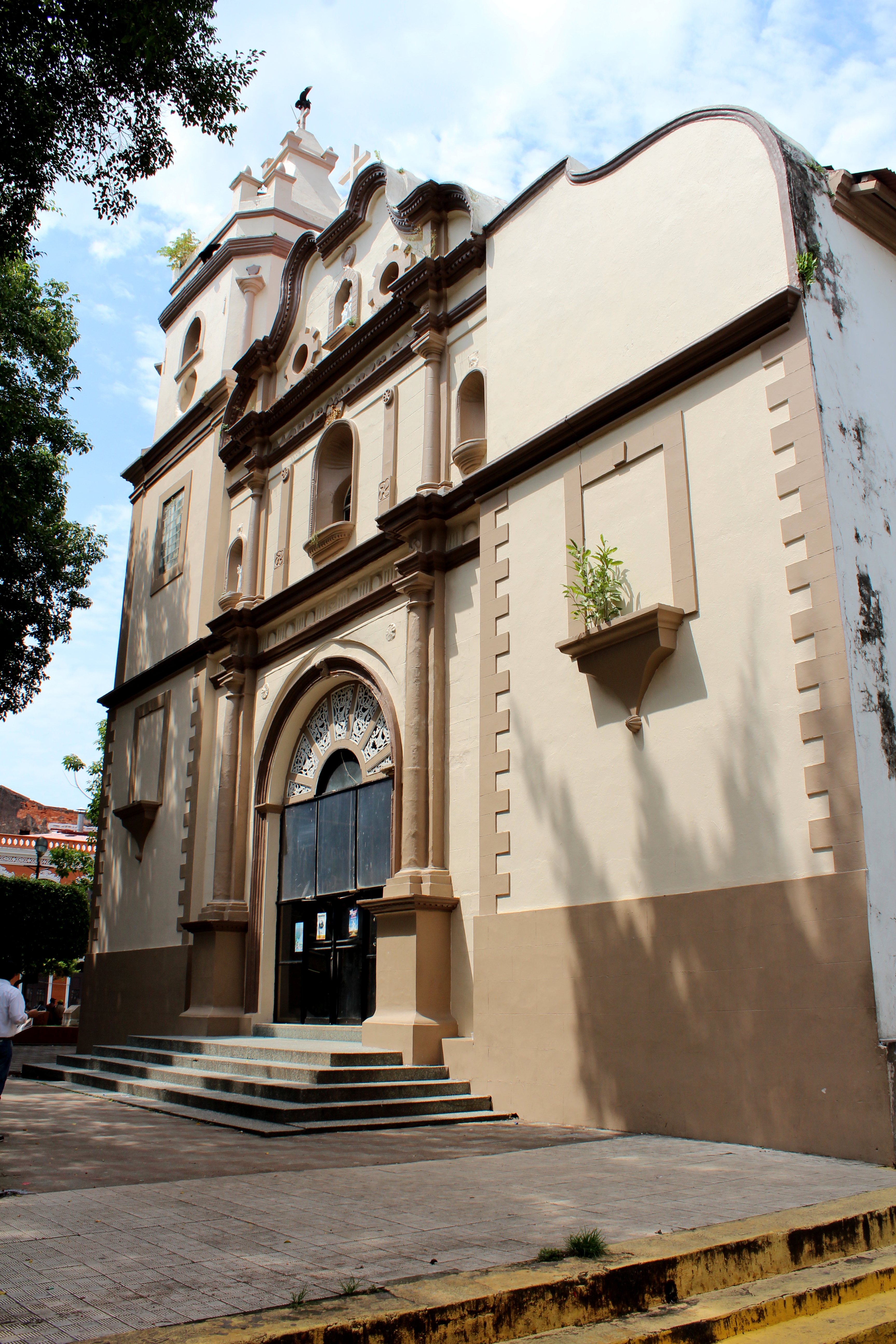
Entrada principal del templo.

“Al realizarse el traslado de la ciudad fue un indicativo de la poca importancia a que como edificio religioso había llegado el hecho de que en la distribución de los solares para los conventos, iglesias, edificios públicos y casas particulares dentro del recinto murado de la nueva ciudad de Panamá, no se le reservara un sitio”.

Sin embargo, en las afueras de la nueva ciudad amurallada se construyó, hacia el año 1677, una humilde ermita que sirvió como parroquia de los habitantes del arrabal de Malambo. Según el historiador Juan Antonio Susto, en el año 1751, en vista del estado deteriorado del templo se dio comienzo a la construcción, alrededor de 80 años después del traslado de la ciudad. La obra prosiguió hasta el año 1754, cuando fue suspendida por falta de recursos. Tres años estuvo paralizada la construcción de la iglesia, hasta 1757, cuando el rico comerciante español Mateo de Izaguirre y Eguren (e Ibarzabal) se hizo cargo de la terminación de la obra, razón por la cual el Rey de España le concedió el título de Conde de Santa Ana. Este ciudadano que vivía a un costado de la plaza de Santa Ana también apoyó con donaciones a la iglesia.
La iglesia fue inaugurada el 20 de enero de 1764, y es un edificio de sólida mampostería. Su interior está dividido por tres naves. Al actual templo, se le fueron trasladadas algunos objetos de la antigua ermita como la escalera de caracol y algunos tableros tallados con los que se revistió la parte exterior del púlpito. En el año 1854, un incendio consumió parte del arrabal, incluyendo a la iglesia de Santa Ana y su estructura y el adorno de los altares fueron destruidas por las llamas del techo. Después del siniestro, la iglesia fue restaurada y dotada de retablos y ornamentos. En 1911 se sustituyó el techo de tejas por uno de zinc acanalado.

## Arquitectura
La iglesia se edificó de manera estándar de los templos coloniales de Panamá. Con planta rectangular, muros exteriores de mampostería, armadura de par e hilera de tres naves con pilares de madera. La portada tiene tres cuerpos. Los dos primeros son de arquitectura arcaica para el siglo xviii, las columnas que flanquean la puerta se asemejan a la arquitectura de Panamá Viejo, aunque el remate ondulado tiene estilo barroco. La torre cuyo campanario esta rematado con un chapitel piramidal, sigue el ejemplo de la catedral; el techo y los interiores se quemaron en el incendio de 1854, y la iglesia ha quedado en ruinas por muchos años. Fue reconstruida en el siglo xx, el interior se modernizó y se construyó una bóveda falsa (actualmente desaparecida).

## Galería

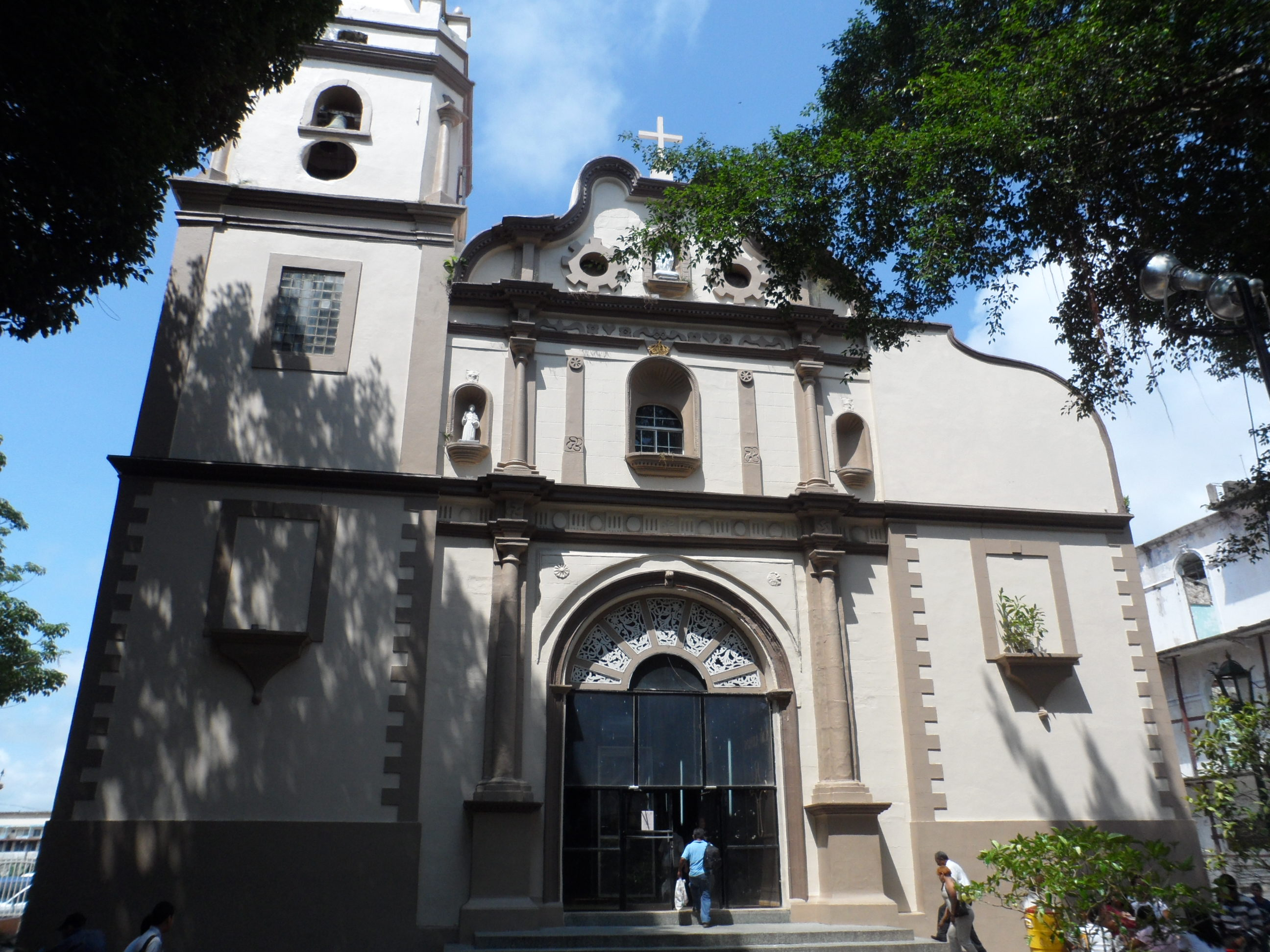
Vista exterior.
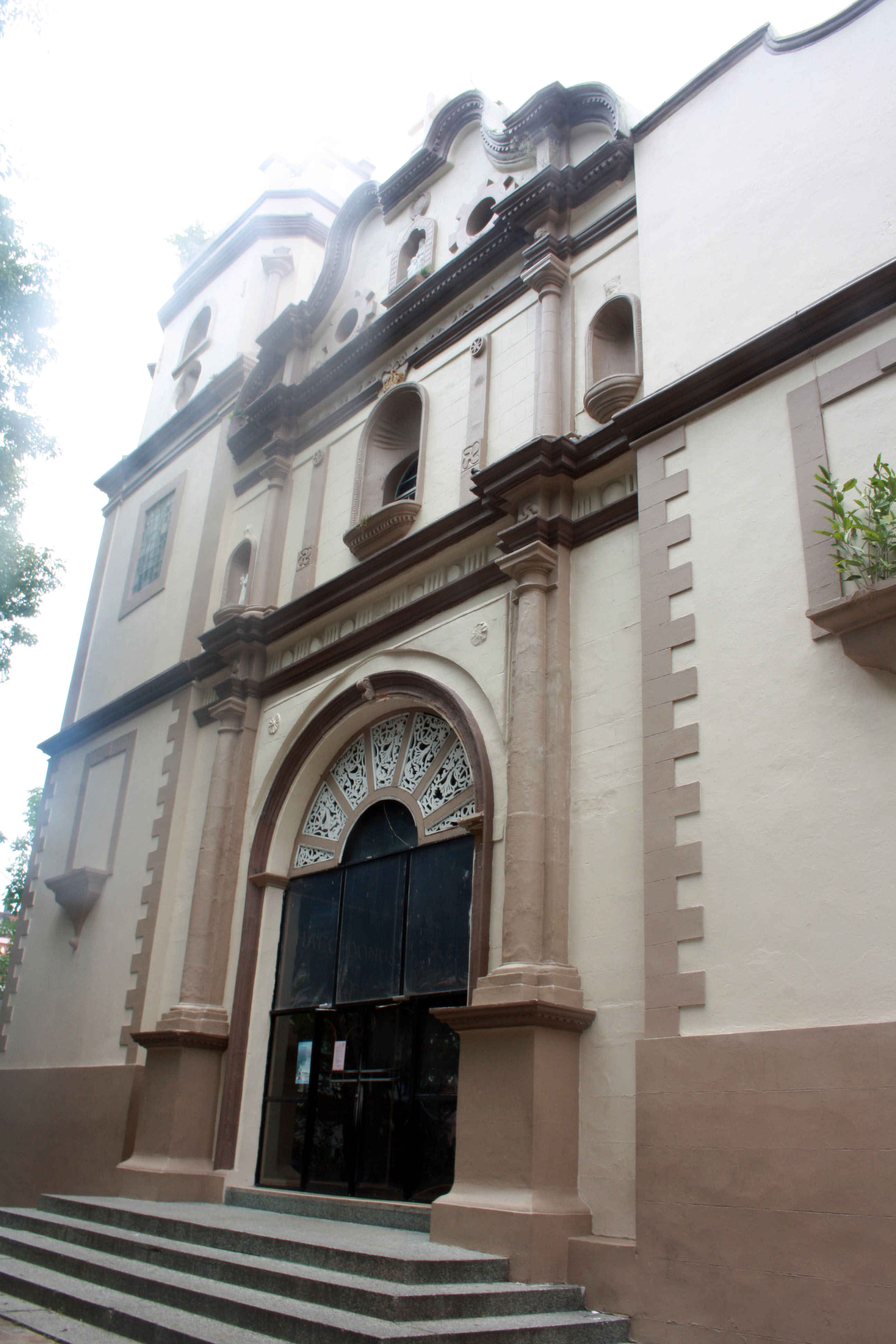
Fachada.
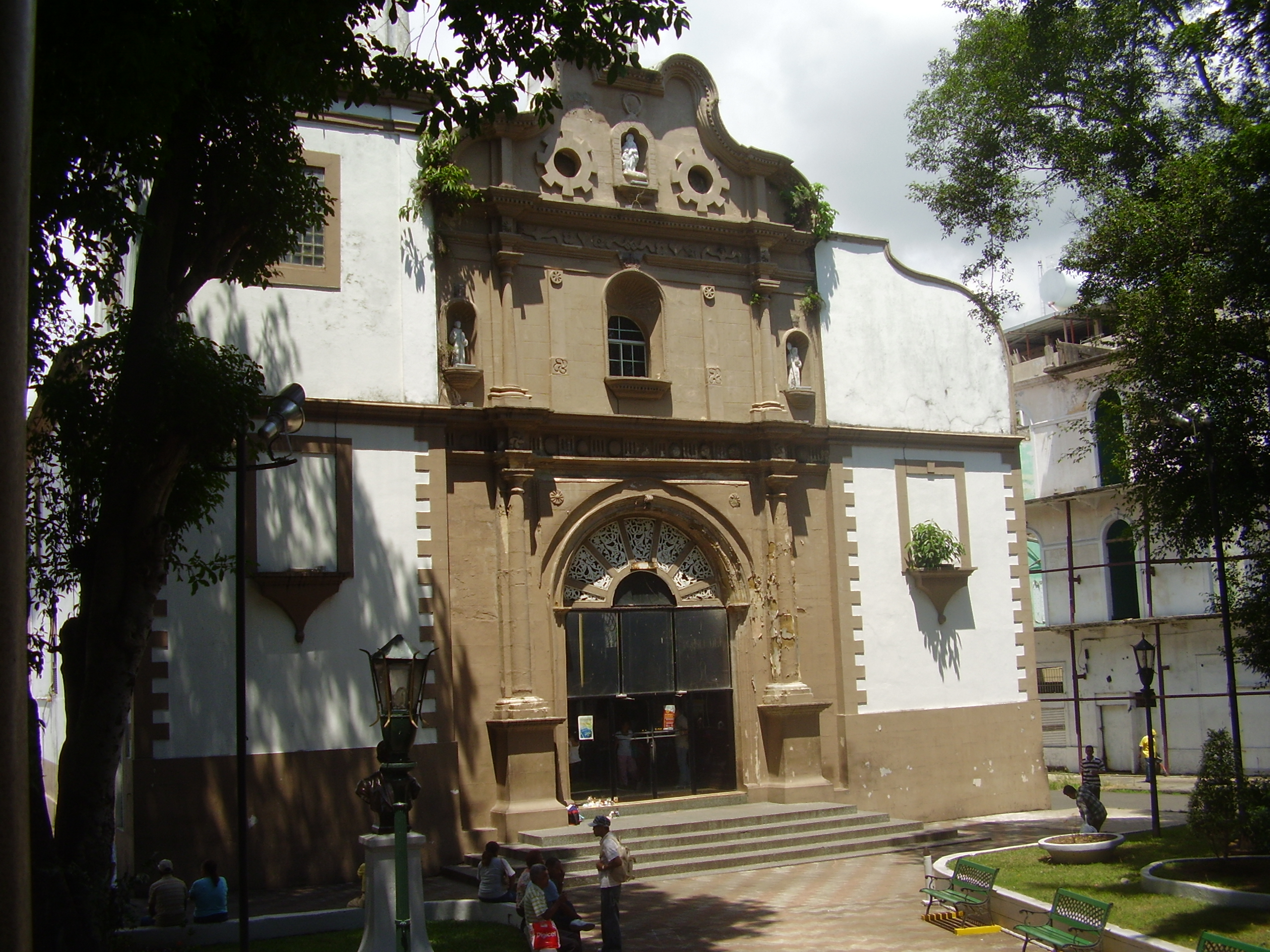
Antigua fachada.
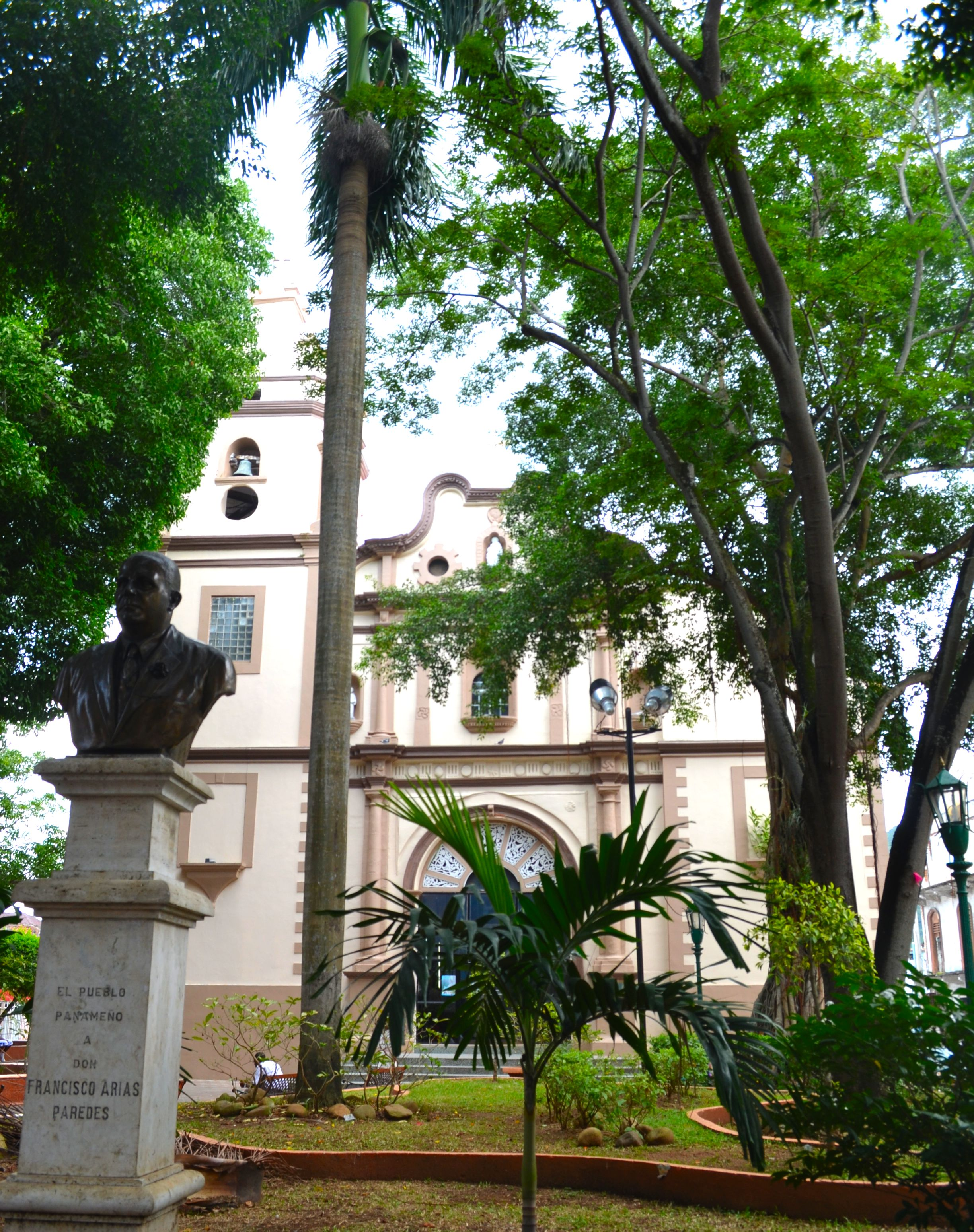
Vista desde la plaza de Santa Ana.
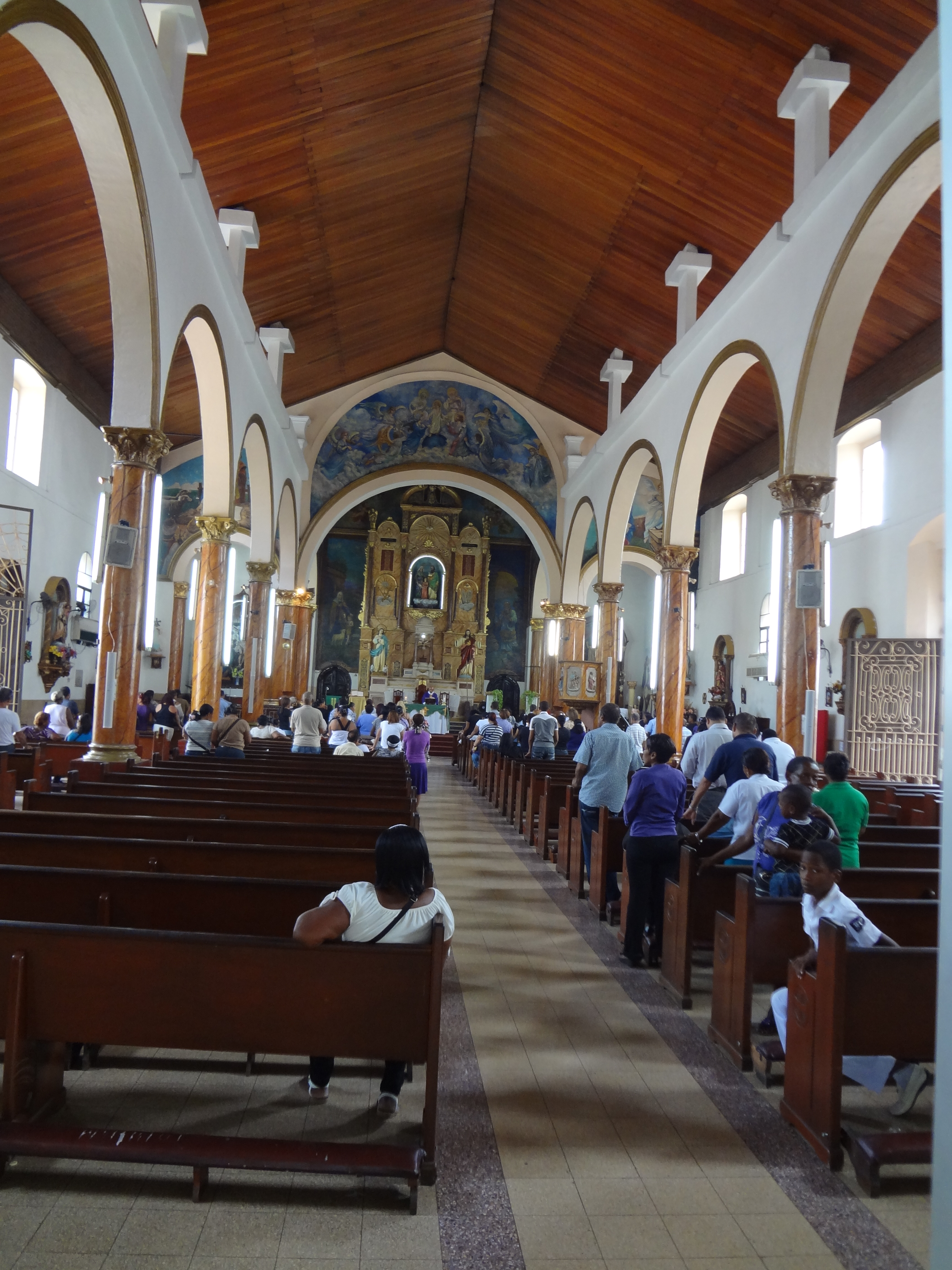
Vista interior.
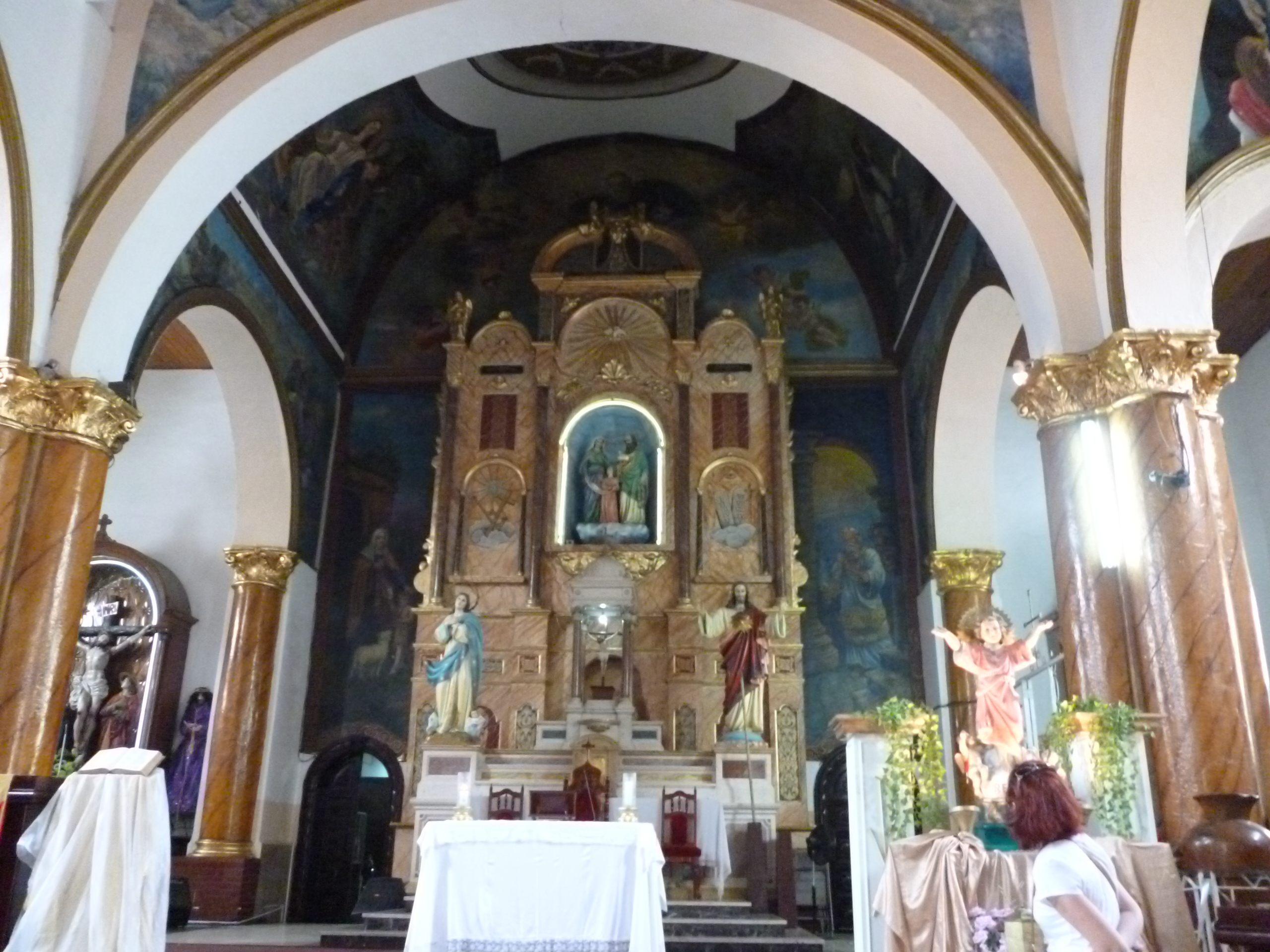
Vista del altar principal.